# Стереотипы о танцорах балета на Западе
С начала XIX века на Западе сложилось предвзятое отношение к артистам балета как к немощным, женоподобным или гомосексуальным мужчинам.

## Реакция артистов балета
Уиллиам Уорл, который в 1988 году провел исследование американских стереотипов, обратился к покупателям среднего класса с просьбой описать в целом артистов балета, используя до 15 слов или отдельные фразы. Наиболее частые ответы были: «Милые мальчики боятся испачкать себя честным трудом», «Снобы!», «замкнутый», «невротик», «нарцисс», «нежный», «тщеславный», «хрупкий», «гей», «безответственный», «вероятно трудоголик», «маменькин сынок», «капризный», «боится близости», «холодный» и «модный».
В социологическом исследовании, проведенном в 2003 году, артисты балета перечислили несколько стереотипов, с которыми им приходилось сталкиваться, включая «женственный, гей, слабак, испорченный, изысканный, хрупкий, слабый, чопорный, вычурный и нежный».
Во время работы над сборником о мужественности и танцах в 2009 году, Дженнифер Фишер и Энтони Шэй проинтервьюировали ряд танцовщиков балета из разных возрастных категорий, этнической принадлежности и сексуальной ориентации. Во время беседы мужчинам задавали разные вопросы, связанные с предвзятым образом артистов балета, например: «Считаете ли вы, что окружены стереотипами о мужчинах и танце?» или «Существует ли надуманное восприятие о танцующем мужчине, которое нуждается в изменении?».
Один из интервьюируемых танцоров — Аарон Кота — выступил против несправедливой предвзятости и помог развеять их. Он взял перерыв, чтобы вступить в морскую пехоту, и рассказал о реакции одного из его сослуживцев: "Когда они узнали, что я получу диплом артиста балета, они не поняли: «Что? Что ты получишь?» Они не понимали меня, но им надо просто объяснить что это такое. Когда ребята из моего подразделения видят некоторые отрывки из того, что я делаю, или видео других танцующих парней, они изумляются: «Боже, как они это могут делать?», «Вау, это круто!», «Это открыло мне глаза…».
Другой артист балета — Дэвид Алан — во время своего взросления из-за стереотипов сталкивался с большими трудностями . Он рассказал об одном моменте, когда он выступил в одиннадцатилетнем возрасте в шоу талантов в родной школе: "Я был так взволнован от идеи станцевать балет «Танец от Дэвида», и когда я вышел в моих чудесных белых колготках, там был большой хохот… Потом я встретил нескольких мальчиков в холле моей школы, которые оскорбили меня… и скинули меня с лестницы со словами «Ты тот самый балерун!».

## Влияние на приток кадров
В исследовании об отношении сверстников к участникам «гендерно специфичного» спорта (то есть балета или Американского футбола) было выяснено, что у подростков 14-18 лет были сильные стереотипные мышления. Мужчин, которые часто принимали участие в «неуместном для мужчин» спорте, воспринимали как более женственных, чем других, кто не шёл туда. Исследование выдвинуло предположение, что "подобная стигматизация атлетов может иметь важное значение в желании мужчин идти в определённые виды спорта. Точно также эти стереотипы могут высеивать потенциальных кандидатов — например, мачо-мужчин — от определённых видов спортивной активности, которые «не подходят для этого пола». Виктория Морган, бывшая прима-балерина балета Сан-Франциско, которая сейчас является директором и художественным руководителем балета Синсинати, рассказывает: «… Я думаю, что стигма по отношению к Американскому балету не имеет ничего общего с реальностью… Это препятствует расширению аудитории и привлечению мальчиков в мир балета».

## Освещение в медиа
В фильме «Давайте потанцуем» главный герой, которого сыграл Ричард Гир, спрашивает своего друга, почему он скрывает факт о том, что является танцором балета, на что мужчина отвечает, когда он был ребёнком, его дразнили, называли геем и избивали из-за того, что он танцевал в балете.
В британском фильме «Билли Эллиот» рассказывается о жизни начинающего одиннадцатилетнего танцора балета из рабочего класса, который сталкивается со стереотипами и негативной реакцией среди своего окружения.